# (7195) Danboice
(7195) Danboice est un astéroïde de la ceinture principale.

## Description
(7195) Danboice est un astéroïde de la ceinture principale. Il fut découvert le 2 janvier 1994 à Oizumi par Takao Kobayashi. Il présente une orbite caractérisée par un demi-grand axe de 2,42 UA, une excentricité de 0,23 et une inclinaison de 9,1° par rapport à l'écliptique.

## Compléments